# Bañalbufar
Bañalbufar (catalansk: Banyalbufar) er en by og kommune i det østlige Spanien på øen Mallorca i provinsen De Baleariske Øer. Den har et indbyggertal på 577 (2024) indbyggere.